# Kurier Gustkowski
Kurier Gustkowski – tygodnik lokalny niegdyś wydawany na terenie obecnego Tomaszowa Mazowieckiego. Wydawany od 1907 do co najmniej 1909 (nie ma dowodów czy był wydawany po 1909). Według Cyniaka, wydawcą czasopisma był dr Stanisław Narewski (1865-1932), miejscowy lekarz i społecznik. 
Było to czasopismo pisane ręcznie, powielane na hektografie, kierowane do letników goszczących w Gustku, modnym wówczas ośrodku kąpieliskowo-letniskowym. Prawdopodobnie było wydawane jedynie w okresie wakacyjnym. 
Obecnie jedyny znany egzemplarz tego czasopisma (nr 5 z 1909) datowany jest na 31 lipca 1909.